# Salvatore Fitto
Salvatore Fitto (Maglie, 2 gennaio 1941 – Latiano, 29 agosto 1988) è stato un politico italiano, presidente della Regione Puglia dal 1985 al 1988, padre del successore Raffaele Fitto.

## Biografia
Figlio di Felice, imprenditore del settore olivicolo originario di Maglie, e di Carmela Rampino, era il primogenito di tre figli maschi. Compie gli studi universitari presso l'ateneo di Bari, città in cui matura anche le prime esperienze in politica, entrando a far parte della Fuci. Laureatosi in economia e commercio, diviene commercialista. Dopo aver militato nelle file dell'organizzazione dei giovani democristiani, approda alla Democrazia Cristiana, sotto la protezione del senatore della DC, Giorgio De Giuseppe, una delle personalità politiche più influenti di Maglie e dell'intera provincia di Lecce. Nel 1967, all'età di 26 anni, diviene il più giovane sindaco della sua città, Maglie.
Ricopre la carica di sindaco fino alla metà degli anni settanta, quando viene eletto in consiglio regionale. Assume diversi incarichi all'interno delle giunte regionali, come assessore al turismo e al bilancio e, dopo le elezioni regionali del 12 maggio 1985 in cui è rieletto con il più alto numero di suffragi, come Presidente. Salvatore Fitto riusciva nel difficile compito di raggiungere un accordo tra le diverse correnti della Democrazia Cristiana pugliese, lacerate dai contrasti sorti dopo la morte di Aldo Moro e la fine in Puglia dell'influenza politica del grande statista.
Proprio nel momento in cui la sua carriera politica sembra consolidarsi e assumere un profilo nazionale, muore il 29 agosto 1988 in un incidente d'auto. Era di ritorno da Taranto dove, nonostante uno stato febbrile, aveva voluto assistere alla commemorazione del parlamentare Nicola Monfredi, morto esattamente tre anni prima in un incidente stradale, e figlio di Angelo Monfredi, già consigliere regionale democristiano e più volte assessore regionale all'agricoltura. 
Sposato con Maria Leda Dragonetti, ebbe con lei tre figli, uno dei quali è il politico Raffaele Fitto, anch'egli Presidente della Regione Puglia dal 2000 al 2005, nonché più volte Ministro.